# Florian von Bornstädt
Florian von Bornstädt (* 26. August 1991 in Itzehoe) ist ein deutscher Autor und Drehbuchautor.

## Leben
Florian von Bornstädt wuchs in Kellinghusen auf, wo er die örtliche Realschule (später Gemeinschaftsschule) besuchte und seine mittlere Reife absolvierte. Nach seinem Schulabschluss begann er eine Ausbildung zum Mediengestalter Bild und Ton bei h1 – Fernsehen aus Hannover, dem lokalen Fernsehsender der Stadt Hannover. Während dieser Ausbildung schrieb er das Drehbuch für seinen ersten Kurzfilm Rotkäppchen: Eine Erzählung von Blut und Tod. Die Regieposition teilte er sich mit Martin Czaja. Es folgten zwei weitere Kurzfilme in alleiniger Regie, die auf internationalen Filmfestivals gezeigt wurden. In seinem zweiten Kurzfilm, Er war wieder da, arbeitete er u. a. mit dem Schauspieler und Synchronsprecher Charles Rettinghaus zusammen.
Im Jahre 2015 verfasste er das Drehbuch für den Horrorfilm #funnyFACE, bei dem Marcel Walz Regie führte und der 2015 in Spanien gedreht wurde. Nach der Premiere im Jahr 2015 bei dem Weekend of Horrors wurde der Film schließlich im Dezember 2019 fürs Heimkino veröffentlicht. Von 2016 bis 2017 arbeitete von Bornstädt als Storyliner für diverse tägliche Serien, u. a. sammelte er Erfahrungen bei Unter uns und den Scripted-Reality-Formaten Der Blaulicht Report und Klinik am Südring. Im Mai 2018 veröffentlichte er seinen ersten Roman, der auf einem unverfilmten Drehbuch basiert, via Selbstpublikation über Kindle Direct Publishing.
Von Bornstädt verfasste das Drehbuch zu dem Film Du Sie Er & Wir, der am 15. Oktober 2021 auf Netflix veröffentlicht wurde. In den Hauptrollen sind Jonas Nay, Paula Kalenberg, Nilam Farooq und Louis Nitsche zu sehen. Zudem ergänzte er in den Jahren 2021 und 2022 das Autorenteam der zweiten und dritten Staffel der ZDF-Serie Doktor Ballouz. Zudem verfasste er gemeinsam mit Julia Thürnagel und Charlotte Leser die Drehbücher für Auf Gangsterjagd – Schloss Einstein & Die Pfefferkörner, einem Crossover-Special der Kinderserien Schloss Einstein und Die Pfefferkörner, das erstmals am 24. März 2023 im KiKA ausgestrahlt wurde.
Seit Juli 2017 lebt von Bornstädt in Berlin.

## Filmografie
- 2013: Rotkäppchen: Eine Erzählung von Blut und Tod (Kurzfilm)
- 2015: Er war wieder da (Kurzfilm)
- 2015: #funnyFACE
- 2015: Der Maler (Kurzfilm)
- 2021: Du Sie Er & Wir
- 2022–2023: Doktor Ballouz (Fernsehserie, 2 Folgen)
- 2023: Schloss Einstein & Die Pfefferkörner – Auf Gangsterjagd (Miniserie)
- 2024: In aller Freundschaft – Die jungen Ärzte (Fernsehserie, Folge 415 Verdrängung)

## Bibliografie
- Am Ende noch Meer. Independently published, 2018, ISBN 1-983056-98-7.